# مرسيناوات
المرسيناوات (الاسم العلمي: Myrsinoideae) هي أسرة من النباتات تتبع فصيلة الربيعية من الرتبة الخلنجيات.

## التصنيف
- قبيلة المرسيناوية
  - المرسين
  - الإمبيلية
  - القورس